# 公園西駅1号公園
公園西駅1号公園（こうえんにしえき1ごうこうえん）は、愛知県長久手市神門前の街区公園。
名古屋都市計画事業公園西駅周辺土地区画整理事業（施行者：長久手市）で整備された。
愛知高速交通東部丘陵線「リニモ (Linimo)」の公園西駅北側に流れる香流川にそって建設されている。
2023年土木学会デザイン賞奨励賞受賞。